# Reece Beekman
Reece Avery Beekman, né le 8 octobre 2001 à Milwaukee dans le Wisconsin, est un joueur américain de basket-ball évoluant au poste de meneur et mesurant 1,86 m.

## Biographie

### Warriors de Golden State (2024)
En juillet 2024, il signe un contrat two-way en faveur des Warriors de Golden State.

### Nets de Brooklyn (depuis 2024)
En décembre 2024, il est transféré aux Nets de Brooklyn.

## Statistiques

### Universitaires
| Saison    | Équipe   | Matchs | Titul. | Min./m | % Tir | % 3pts | % LF | Rbds/m. | Pass/m. | Int/m. | Ctr/m. | Pts/m. |
| --------- | -------- | ------ | ------ | ------ | ----- | ------ | ---- | ------- | ------- | ------ | ------ | ------ |
| 2020-2021 | Virginia | 25     | 20     | 29.4   | .382  | .243   | .758 | 2.8     | 3.0     | 1.2    | .4     | 4.7    |
| 2021-2022 | Virginia | 35     | 35     | 35.1   | .449  | .338   | .761 | 3.9     | 5.2     | 2.1    | .7     | 8.2    |
| 2022-2023 | Virginia | 32     | 32     | 32.6   | .405  | .351   | .793 | 3.0     | 5.3     | 1.8    | .5     | 9.5    |
| 2023-2024 | Virginia | 34     | 34     | 32.8   | .443  | .310   | .754 | 3.6     | 6.2     | 2.0    | .5     | 14.3   |
| Carrière  | Carrière | 126    | 121    | 32.7   | .429  | .319   | .767 | 3.4     | 5.0     | 1.8    | .5     | 9.5    |

## Palmarès et distinctions personnelles
- 2× ACC Defensive Player of the Year (2023, 2024)
- Second-team All-ACC (2024)
- Third-team All-ACC (2023)
- 3× ACC All-Defensive Team (2022–2024)
- Louisiana Mr. Basketball (2020)